# Iňačovce
Iňačovce – wieś (obec) na Słowacji położona w kraju koszyckim, w powiecie Michalovce. Pierwsze wzmianki o miejscowości pochodzą z roku 1417. 
Według danych z dnia 31 grudnia 2012, wieś zamieszkiwało 739 osób, w tym 381 kobiet i 358 mężczyzn.
W 2001 roku rozkład populacji względem narodowości i przynależności etnicznej wyglądał następująco:
- Słowacy – 66,51%
- Czesi – 0,76%
- Polacy – 0,15%
- Romowie – 31,81%
- Ukraińcy – 0,46%
- Węgrzy – 0,3%

Ze względu na wyznawaną religię struktura mieszkańców kształtowała się w 2001 roku następująco:
- Katolicy rzymscy – 17,66%
- Grekokatolicy – 40,18%
- Ewangelicy – 0,15%[a]
- Prawosławni – 1,98%
- Ateiści – 5,18%
- Przedstawiciele innych wyznań – 6,39%
- Nie podano – 5,63%